# (3917) Franz Schubert
(3917) Franz Schubert est un astéroïde de la ceinture principale.

## Description
(3917) Franz Schubert est un astéroïde de la ceinture principale. Il fut découvert par Freimut Börngen le 15 février 1961 à Tautenburg. Il présente une orbite caractérisée par un demi-grand axe de 2,35 UA, une excentricité de 0,0211 et une inclinaison de 2,42° par rapport à l'écliptique.
Il fut nommé en hommage au compositeur autrichien Franz Schubert (1797-1828).

## Compléments